# Spilomena
Spilomena ist eine Gattung der Grabwespen (Spheciformes) aus der Familie Crabronidae. 

## Merkmale
Die nur 2,5 bis 4,5 Millimeter langen Arten zählen zu den kleinsten Grabwespen Mitteleuropas. Die meisten Arten sind schwarz, einige haben aber rötlich oder hellgelb gefärbte Bereiche. Die Tiere haben ein gleich großes Flügelmal wie die Gattung Stigmus, es ist jedoch nur halb so groß wie die Marginalzelle. Auf den Vorderflügeln befinden sich je zwei Submarginalzellen. Der Hinterleib ist ungestielt, die Stirnplatte (Clypeus) ist nur schwach silbrig behaart, die inneren Ränder der Facettenaugen sind parallel oder nähern sich nach oben leicht an. Die Schulterbeulen der Tiere reichen bis zu den Tegulae. Die Männchen kann man anhand ihrer gelben Gesichtszeichnung erkennen, bei der zumindest die Stirnplatte gelb gefleckt ist.

## Verbreitung
Die weltweit verbreitete Gattung umfasst 86 Arten, von denen 22 paläarktisch verbreitet sind. 9 Arten sind in Europa vertreten, davon eine (Spilomena canariensis) auf den Kanarischen Inseln. Sechs kommen auch in Mitteleuropa vor. Aus Südamerika sind die Arten Spilomena chilensis und Spilomena peruensis beschrieben, es gibt jedoch viele unbeschriebene Arten aus Ecuador, Brasilien und Argentinien.
Aus dem kreidezeitlichen Bernstein vom Cedar Lake in Manitoba wurde eine Grabwespe beschrieben, deren Flügeladerung jener der Gattung Spilomena völlig gleicht. In Anlehnung an deren Gattungsnamen wurde für diese fossile Gattung das Anagramm Lipsonema gewählt.

## Lebensweise
Die Weibchen legen ihre Nester in markhaltigen Stängeln oder in Hohlräumen in Holz an, manche Arten wie Spilomena troglodytes besiedeln aber auch Sandwände. Die Nester im Mark werden in engen, gewundene Gängen angelegt, in denen die Zellen hintereinander liegen. Die Brut wird mit hauptsächlich mit Larven von Fransenflüglern versorgt. In jede Zelle werden im Schnitt etwa 50 Beutetiere eingetragen. Es wird jedoch vermutet, dass die Spilomena-Weibchen auch Röhrenblattläuse (Aphididae) und Napfschildläuse (Coccidae) jagen. Die Verpuppung erfolgt in einem mattweißen Kokon aus Seide, der die Zelle fast vollständig ausfüllt und der gut an den Nestwänden haftet. Die Zellen sind nicht wie bei einigen anderen Grabwespengattungen nach Geschlecht sortiert. Es besteht jedoch ein Überschuss an Weibchen von 2:1.
Parasiten von Spilomena sind in Europa unter anderem die Schlupfwespe Neorhachodes enslini sowie die Erzwespen Diomorus armatus und Lonchetrum fennicum.

## Arten (Europa)
- Spilomena beata Bluthgen, 1953
- Spilomena canariensis Bischoff, 1937
- Spilomena curruca (Dahlbom, 1844)
- Spilomena differens Bluthgen, 1953
- Spilomena enslini Bluthgen, 1953
- Spilomena mocsaryi Kohl, 1898
- Spilomena punctatissima Bluthgen, 1953
- Spilomena troglodytes (Vander Linden, 1829)
- Spilomena valkeilai Vikberg, 2000

## Belege